# 金华府文庙
金华府文庙为旧时中国浙江金华府府学文庙，原位于子城内西南，即今中国浙江省金华市婺城区八咏楼东北、原金华市第六中学一带，原建筑今已不存，近年考古发掘出棂星门、泮池、大成门与大成殿遗址。
金华县文庙宋初在县东，庆历四年（1044）迁子城外东南，熙宁五年（1072）又迁子城内西南，大观元年（1107）建于原司理院竹木场地（金华府署西四十步），即今址，元明清多次重建。民国后相继改为金华中学、国立英士大学农学院、金华师范学校和金华市第六中学等，今学校已迁出，现状孔庙正在重建中。
据明万历六年（1578）、清康熙二十二年（1683）两版《金华府志》记载及近年考古发现，金华府文庙布局为前庙后学，中轴线上依次为庙门、棂星门三座、泮池泮桥、大成门五间（两侧为祭祀庖库，门外东为祭器库，西为经籍库）、大成殿七间（带副阶，重檐歇山顶，前有东西庑各五间）、明伦堂（前有博文、约礼、养正、明经四斋）、敬一亭和启圣祠。